# Verdun Juniors
Verdun Juniors byl kanadský juniorský klub ledního hokeje, který sídlil v Montréalu v provincii Québec. V letech 1982–1984 působil v juniorské soutěži Quebec Major Junior Hockey League. Založen byl v roce 1982 po přejmenování týmu Montreal Juniors na Verdun Juniors. Zanikl v roce 1984 po přetvoření frančízy v nový tým Verdun Junior Canadiens. Své domácí zápasy odehrával v hale Verdun Auditorium s kapacitou 3 795 diváků. Klubové barvy byly červená, bílá a modrá.
Nejznámější hráči, kteří prošli týmem, byli např.: Gerard Gallant, Pat LaFontaine, Claude Lemieux nebo Vincent Riendeau.

## Úspěchy
- Vítěz QMJHL ( 1× )
  - 1982/83

## Přehled ligové účasti
Zdroj: 
- 1982–1984: Quebec Major Junior Hockey League (Lebelova divize)